# Jan Benninga

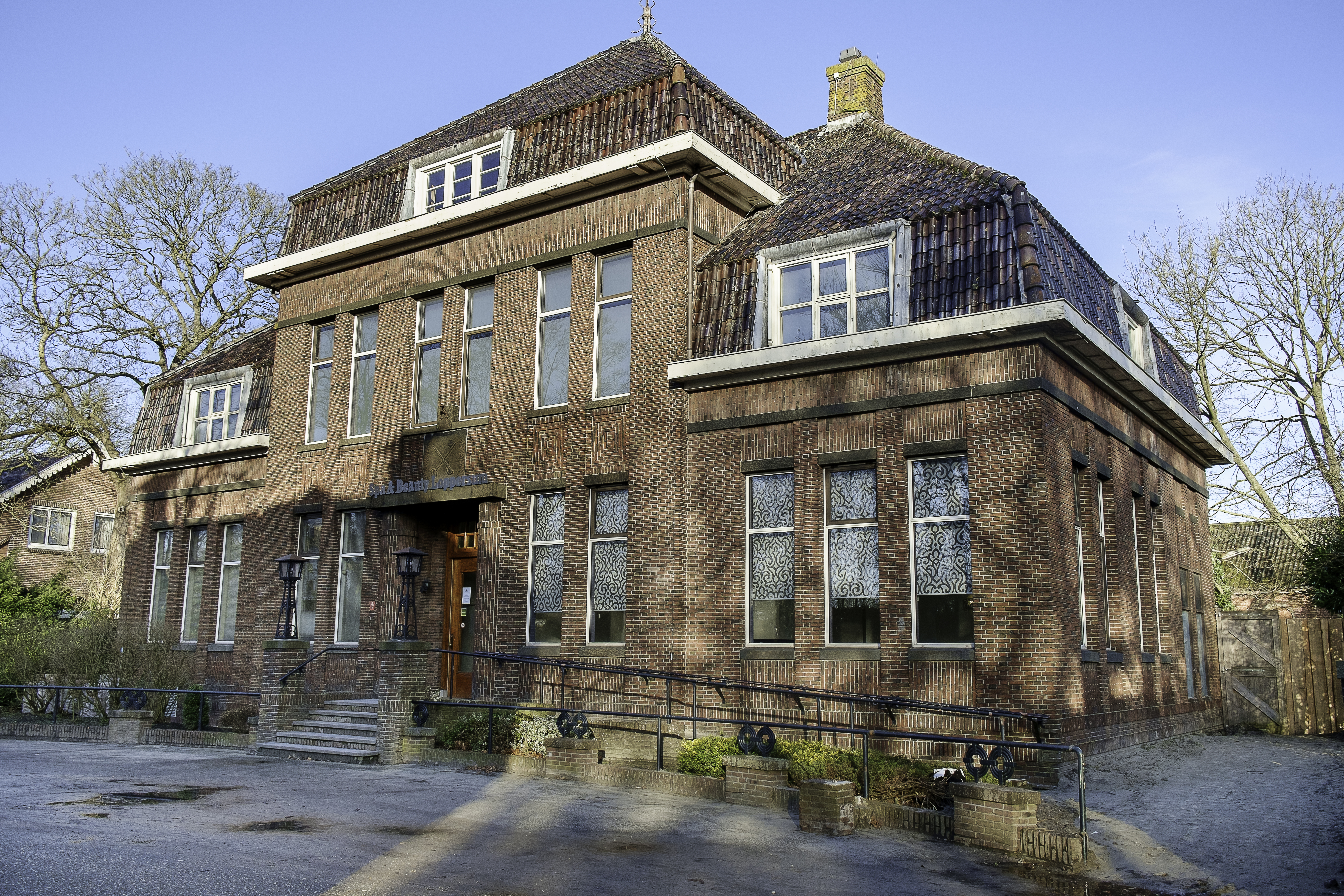
Gemeentehuis Loppersum

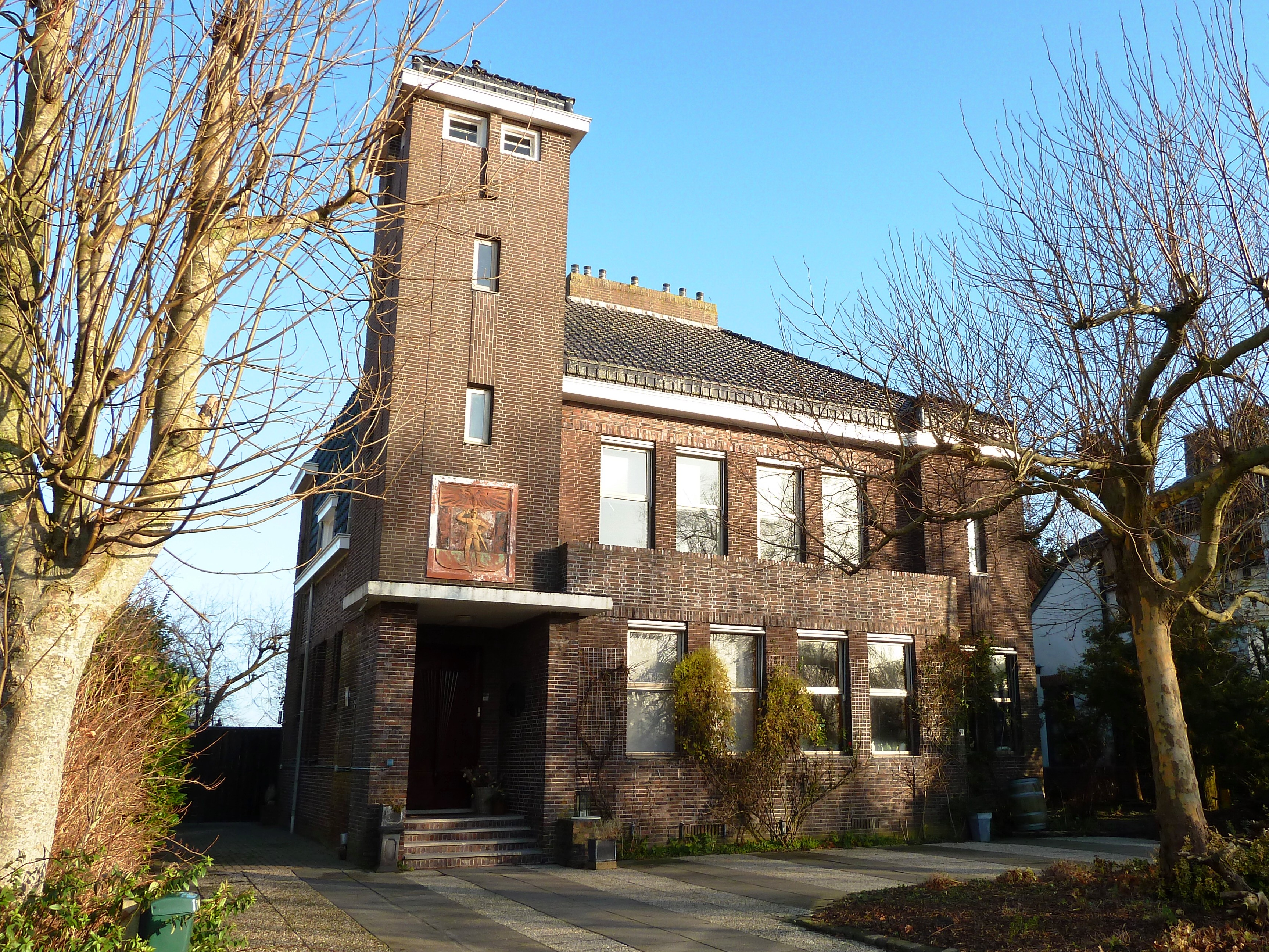
Gemeentehuis Stedum

Jan Benninga (Siddeburen, 9 mei 1894 - Loppersum, 9 november 1970) was een Nederlandse architect en wegenbouwer. Hij was met name werkzaam in de provincie Groningen, waar hij verschillende gemeentehuizen ontwierp.

## Leven en werk
Jan Benninga, een boerenzoon die opgroeide in Meedhuizen, ging in Appingedam naar de Ambachtsschool. Daarna trad hij in dienst bij een timmerman, en vervolgens van 1912-1914 in de leer bij de Zuidhornster architect Klaas Siekman Azn. (1878-1958). Tijdens de militaire dienst kon hij in de avonduren via de PBNA een schriftelijke cursus bouwkunde volgen. In 1918 behaalde hij een diploma 'Bouwk. Opzichter en Bouwk. Teekenaar'. Benninga ging hierna (1919-1921) te 's-Gravenhage werken bij de grote Nederlandse Aannemingsmaatschappij v/h H.F. Boersma (die later de naam Nedam kreeg). In 1922 werd Benninga aangesteld als directeur gemeentewerken van de gemeenten Loppersum, Stedum, 't Zandt en Nieuwolda. In die functie ontwierp hij de (voormalige) gemeentehuizen van Loppersum (1925), Stedum (1926) en Nieuwolda (1929) en was hij betrokken bij het onderhoud van de wegen in die gemeenten. Daarnaast ontwierp Benninga het gemeentehuis van Eenrum (1930).
In Loppersum trok hij zich in 1927 terug als gemeente-architect, en ging als zelfstandig architect verder. Daarnaast werd Benninga vanaf 1927 ook technisch leider in de wegenbouw van de in Harlingen gevestigde Fa. D. van Drooge. Deze kreeg zo een bijkantoor in Loppersum. Rond 1930 richtte hij bovendien met zijn plaatsgenoot Tamme van Hoorn (1886-1948) het architectenbureau Benninga en Van Hoorn op. Ook in 1930 werd de wegenbouwfirma omgezet in NV Noord Nederlandsche Wegenbouw Maatschappij, waarin aanvankelijk Van Drooge, Benninga en ook Van Hoorn elk een derde van de aandelen hadden. 
Als architect ontwierp Benninga samen met Van Hoorn onder meer de boerderij Nieuw Voorwerk in Westeremden, tegenwoordig een rijksmonument. Na Van Hoorns overlijden zette hij het kantoor alleen voort onder de naam Architectenbureau Benninga. Hij bleef tot op hoge leeftijd actief, onder andere voor strokartonfabriek De Eendracht in Appingedam, waar hij eveneens jarenlang architect was. Benninga is in november 1970 op 76-jarige leeftijd te Groningen overleden.

## Werken (selectie)
- 1924-'25: Gemeentehuis, Loppersum[1]
- 1926: Gemeentehuis, Stedum[2]
- 1929: Gemeentehuis, Nieuwolda[3]
- 1929: Voorhuis bij villaboerderij, Korendijk 13 't Zandt [Rijksmonument 517368].
- 1930: Gemeentehuis, Eenrum
- 1932: Woonhuis, Molenweg 20 Loppersum (met T. van Hoorn)
- 1937: Boerderij Nieuw Voorwerk, Fiveldijk 11 Westeremden (met T. van Hoorn)